# Dichlooramine
Dichlooramine is een rectieve anorganische verbinding met de formule {\displaystyle {\ce {NHCl2}}}. Het is, naast chlooramine {\displaystyle {\ce {(\ NH2Cl\ )}}} en stikstoftrichloride {\displaystyle {\ce {(\ NCl3\ )}}}, één van de drie chlooramines van ammoniak. Dit instabiele, gele gas reageert met een grote verscheidenheid aan stoffen.

## Synthese
Dichlooramine ontstaat in de reactie tussen ammoniak en chloor of natriumhypochloriet (bleekwater), of de reactie tussen chlooramine en chloor. Het ontstaat ook als bijproduct in de synthese van chlooramine en stikstoftrichloride.
{\displaystyle {\ce {NH2Cl\ +\ Cl2\ \longrightarrow \ NHCl2\ +\ HCl}}}

## Reacties
Dichlooramine reageert met {\displaystyle {\ce {OH^{-}}}}-ionen, afkamostig van in het water opgeloste basen of uit het waterevenwicht, waarbij nitroxyl en chloride ontstaat:
{\displaystyle {\ce {NHCl2\ +\ 2OH^{-}\ \longrightarrow \ HNO\ +\ 2Cl^{-}\ +\ H2O}}}